# دنیس ویلند
دنیس ویلند (انگلیسی: Dennis Weiland؛ زادهٔ ۳۰ اوت ۱۹۷۴) بازیکن فوتبال اهل آلمان است.
از باشگاه‌هایی که در آن بازی کرده‌است می‌توان به باشگاه فوتبال آینتراخت برانشوایگ، باشگاه فوتبال اسنابروک، باشگاه فوتبال ماینتس ۰۵، و باشگاه فوتبال بروسیا دورتموند اشاره کرد.